# Costin Feneșan
Costin Feneșan (n. 1947, Timișoara) este un istoric român.
A absolvit Facultatea de Istorie a Universității „Babeș-Bolyai” din Cluj-Napoca, după care s-a specializat în domeniul istoriei medii a Transilvaniei și Banatului, cu accent special pe editarea izvoarelor medievale, fiind doctor în istorie al Universității „Babes-Bolyai” din Cluj-Napoca (1977).
Pentru volumul Premisele răscoalei lui Horea 1772-1784 din Corpusul național de izvoare Izvoarele răscoalei lui Horea a primit premiul „Nicolae Bălcescu” al Academiei Române (1982). A fost cercetător științific la Institutul de Istorie și Arheologie din Cluj-Napoca (1971-1978) și la Institutul de Istorie „Nicolae Iorga” din București (1988-1998). A mai îndeplinit funcțiile de arhivist principal la Direcția generală a Arhivelor Statului din București (1978-1988) și de director general al Arhivelor Naționale ale României (1998-2002). În 2000 a fost decorat cu Ordinul Național „Steaua României” în grad de Ofițer. A efectuat cercetări în arhivele din Austria, Germania și Ungaria.

## Lucrări
- Documente medievale bănățene (1440-1653), Editura Facla, Timișoara 1983.
- Cnezi si obercnezi in Banatul Imperial (1716-1778), Editura Academiei Române, București 1996.
- Un memoriu austriac din 1763 despre românii din Transilvania, în: Studii și materiale de istorie medie, XIX, 1992, p. 163-182.
- Antonio Bufalo, ein italienischer Architekt in Diensten der Habsburger und sein Wirken in Siebenbürgen (1554-1555), în: Miscellanea in honorem Radu Manolescu, București 1996, p. 200-205.
- Maximilian Franz von Habsburg: Jurnal de călătorie prin Banat (1777), în: Studii și materiale de istorie medie, XV, 1997, p. 215–233.
- Die zweite Reise Kaiser Josephs II. ins Temeswarer Banat (1770), în: Mitteilungen des Österreichischen Staatsarchivs, 45, Viena, 1997, p. 233-247.
- Administrație și fiscalitate în Banatul imperial (1716-1778), Editura de Vest, Timișoara 1997.
- Johann Kaspar Steube, Nouă ani în Banat (1772-1781), editor Costin Feneșan, Editura de Vest, Timișoara 2004.
- Diplome de înnobilare și blazon din Banat (secolele XVI-XVII), editor Costin Feneșan, Editura de Vest, Timișoara 2007.
- Sub steag stăin, editor Costin Feneșan, Editura Enciclopedică, București 2011.